# Sauveté

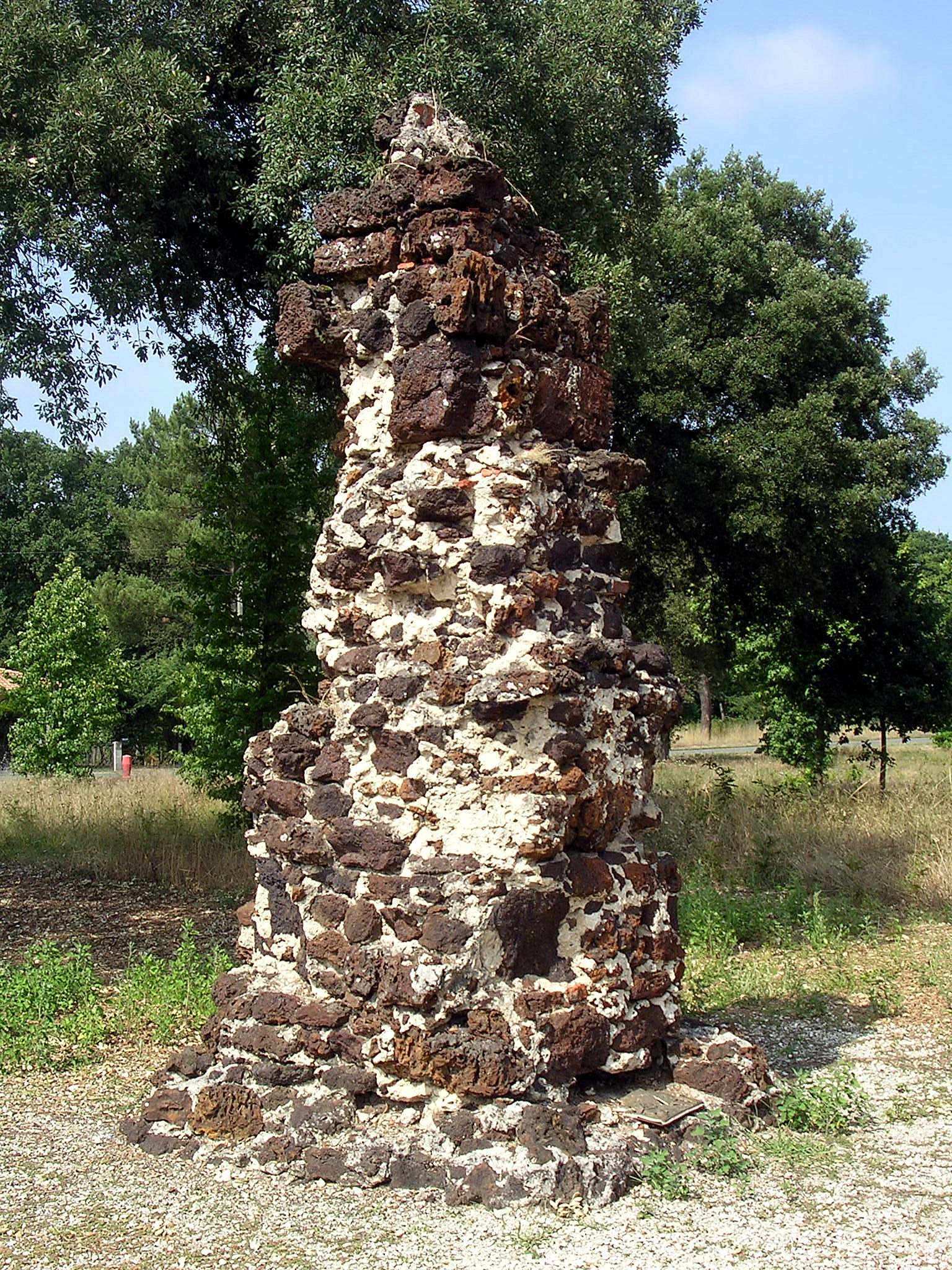
Pirámide del límite de sauveté de Mimizan, realizada en garluche, erigida en 1009

Sauveté o Sauveterre, en francés, también llamado sauvetat o salvetat, en occitano, era, en el sur de Francia en la Edad Media, una zona de refugio, en el territorio alrededor de una iglesia o abadía demarcado por una serie de hitos. Estaba prohibido a cualquiera ingresar en el interior de este perímetro en persecución de fugitivos.
Estos espacios de libertad eran zonas de refugio delimitadas por hitos alrededor de una iglesia, y son el origen de muchos burgos rurales que se crearon en el mediodía francés en la época de los grandes desmontes de bosques, entre el siglo XI y el siglo XII. Creados por iniciativa de la Iglesia dentro del cuadro del derecho de asilo y de la institución de la Paz de Dios, jugaron el rol de garantía de no-agresión.

## Otros nombres
Los sauvetés eran zonas de extraterritorialidad, protegidas por la Iglesia católica y en las que la ley de los hombres quedaba excluida. Para designarlos se utilizó también el término '’'frangitas’ a partir de los años 1009-1032, y el de salvitas (sauvetat) apareció en 1270.

## Desarrollo
El movimiento comunal en Francia tomó fuerza y se desarrolló desde el siglo XI. Un inventario de los sauvetés muestra que su creación en Gascuña se escalona de 1027 a 1141.
Los sauvetés tuvieron desde un inicio una función colonizadora y de puesta en valor de las tierras. Al ser un sitio de asilo ubicado bajo el control de una abadía, monasterio o de un prelado, se volvieron en el siglo XI un lugar franco en el que la inmunidad del individuo era respetada. Considerados como una prolongación permanente de la tregua de Dios, ofrecieron a la población, a sus bienes y a su trabajo de la tierra, la « securitas », basados en el riesgo de anatema para quienes osaran romperla.
Poblaciones verdaderamente nuevas tuvieron el objetivo de lograr establecer población agrícola para ocupar y desarrollar regiones que se encontraban prácticamete desiertas. Los monjes multiplicaron los claustros
Señalándolos mediante unos hitos llamados  ‘’pirámides de sauveté’’ en los que ponían una cruz. Estas iniciativas favorecieron el surgimiento de muchas poblaciones, atrayendo a pobladores que buscaban refugio de las guerras feudales, y a quienes se ofrecía así cierta libertad.
Los sauvetés del sudoeste de Francia tuvieron un doble rol: el de poblar y poner en valor las tierras aún sin desarrollo, y el de lograr las etapas de los caminos de Santiago. Durante el siglo XIII y el siglo XIV, las bastidas constituyeron las ciudades planificadas en el sudoeste francés.

## Ejemplos de sauvetés en Francia
Los ejemplos son numerosos: Abadía de Saint-Pé-de-Bigorre, Alan, Léguevin, La Salvetat-Saint-Gilles, Abadía de San Géraud (en Aurillac), Lüe, Mimizan, Saint-Girons, Nogaro, Saint-Nicolas-de-la-Grave (en Tarn-et-Garonne), Villefranque (antiguamente Saint-Martin-de-Basters), Villeneuve o La Salvetat-Peyrales.

## Topónimos derivados
Hay varios casos, como Causse de Sauveterre, La Salvetat-sur-Agout, La Salvetat-Saint-Gilles, Saint-Martin-la-Sauveté, Sauveterre-de-Béarn o La Sauvetat-du-Dropt.

## Casos análogos en España
- Salvatierra, en Álava.
- Salvatierra de Santiago, en Cáceres.
- Salvatierra de Esca, en Zaragoza.
- Salvatierra de Miño, en Pontevedra.

## Galería

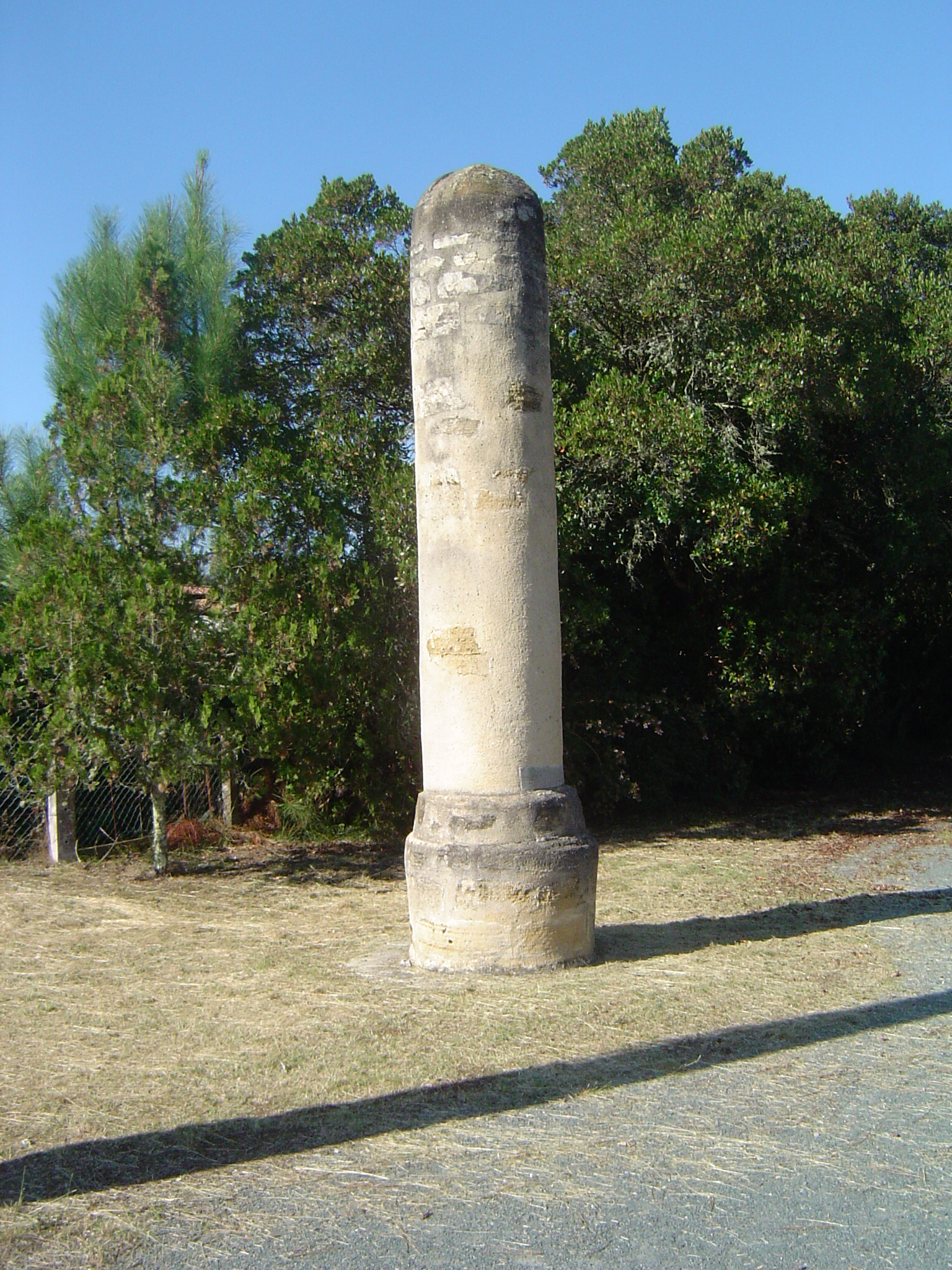
Hito de demarcación del sauvetat de Saint-Girons
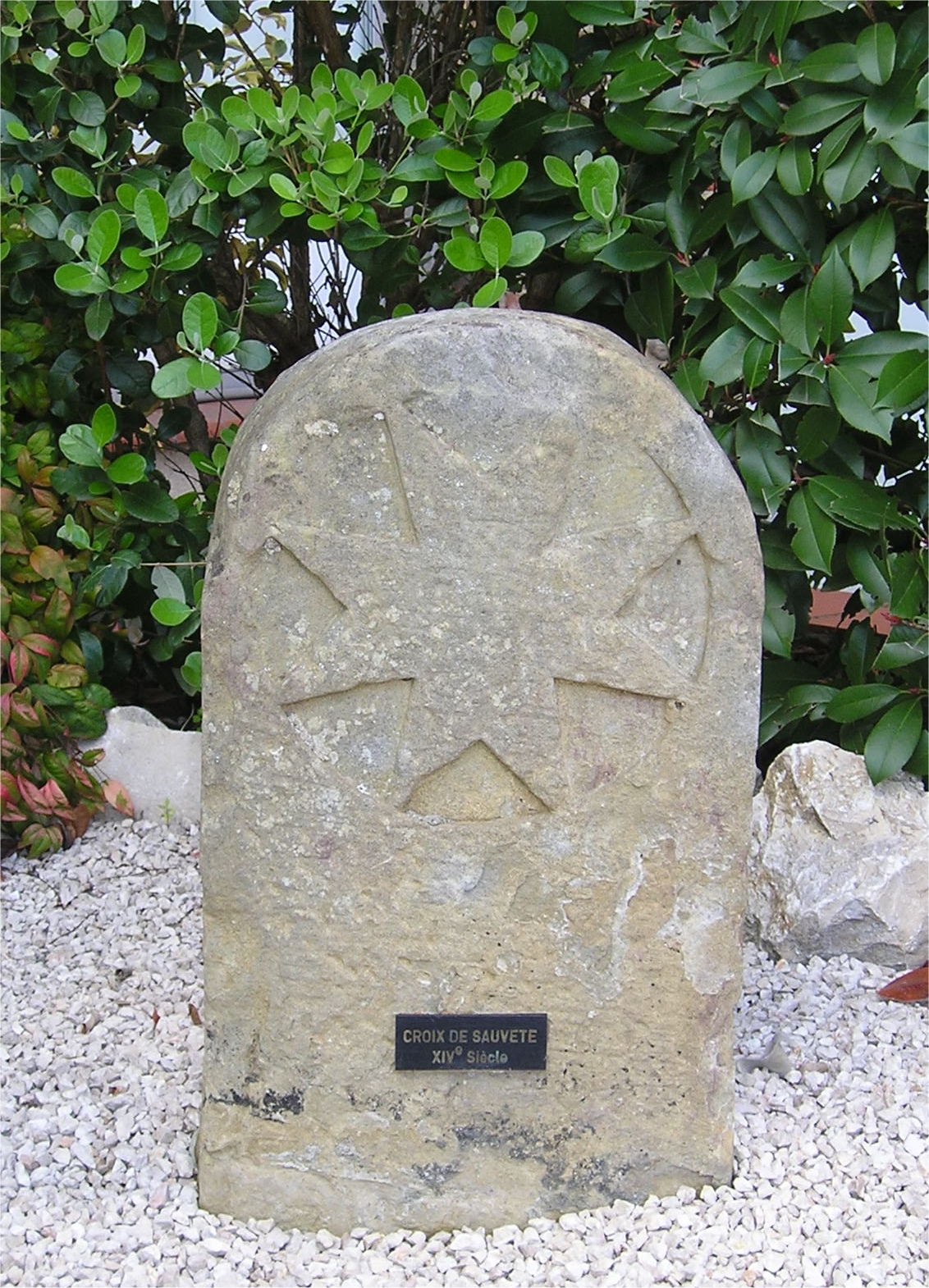
Cruz del sauveté de Léguevin
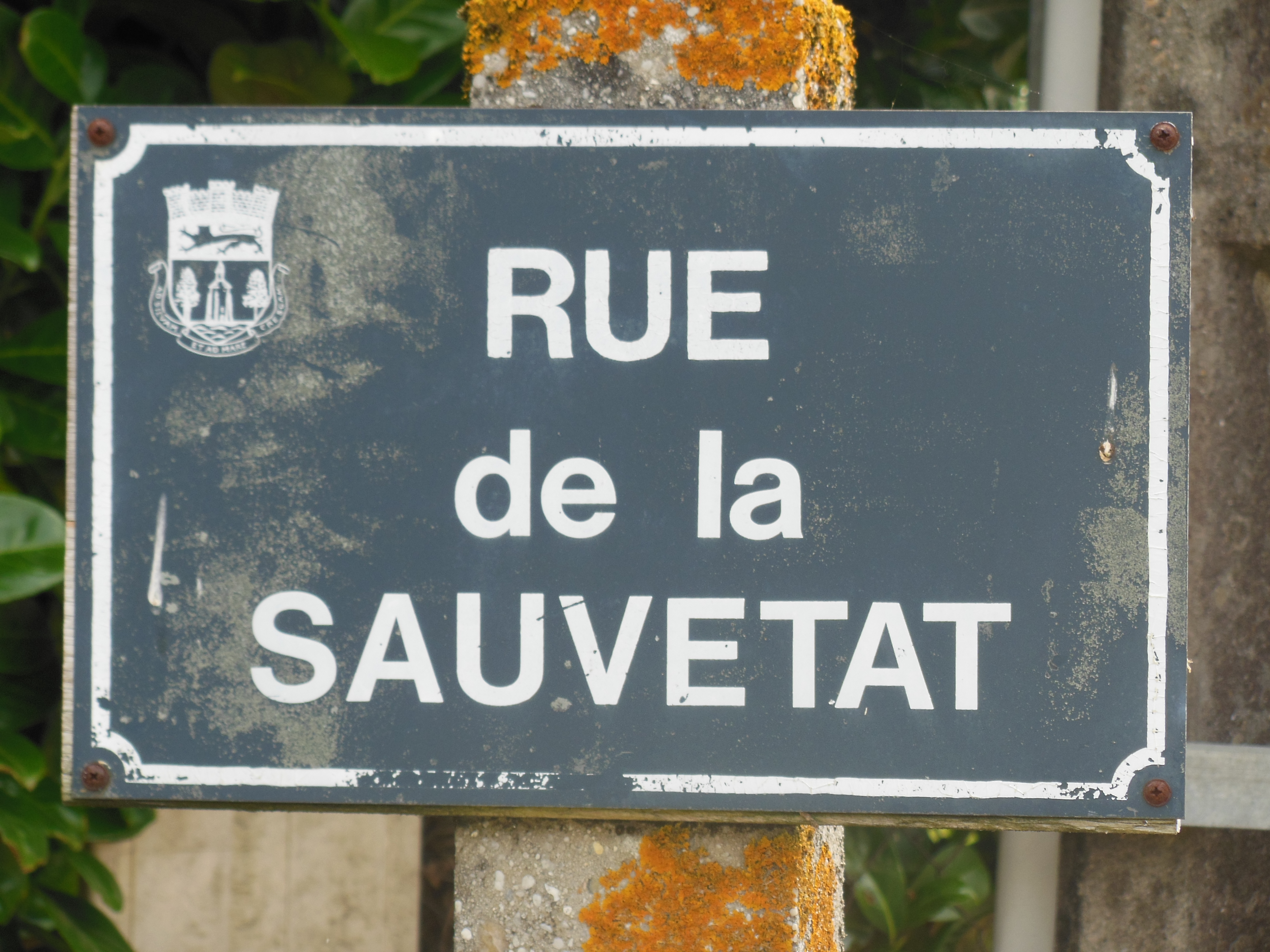
Camino de la Sauvetat en Mimizan
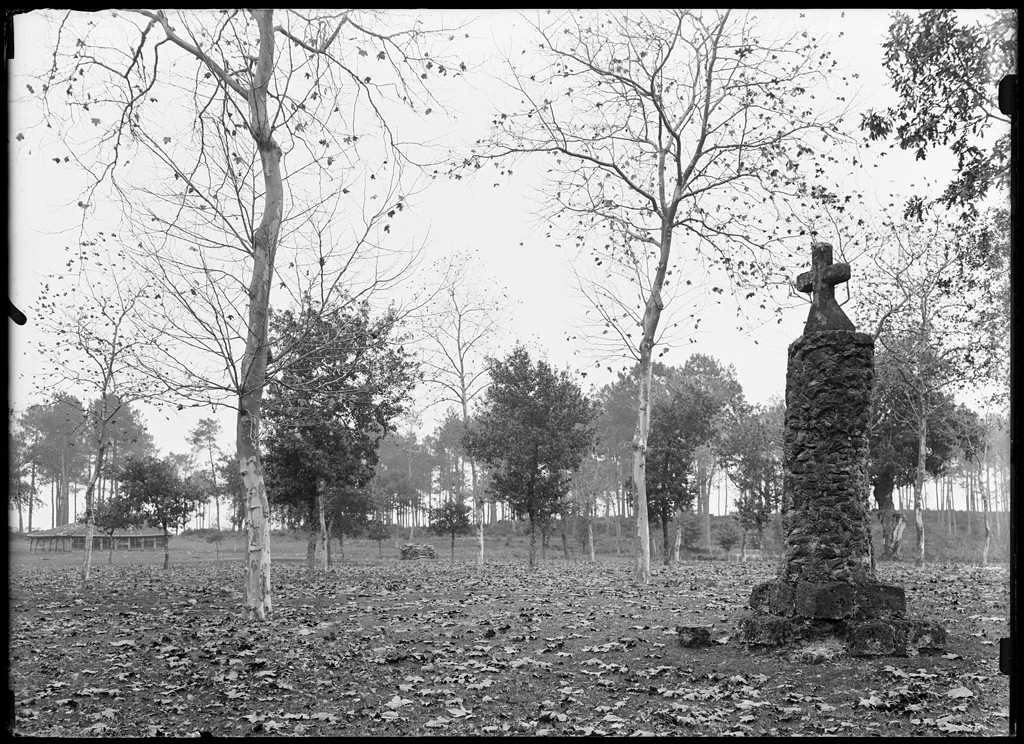
Hito del límite del sauveté cerca de Ipourt (en Lüe)